# Fittipaldi F6
La Fittipaldi F6 (con la variante F6A) fu una vettura di Formula 1 impiegata nella stagione 1979. Disegnata da Ralph Bellamy e realizzata in monoscocca d'alluminio, era spinta dal tradizionale motore Ford Cosworth DFV e gommata Goodyear.
Partecipò al solo Gran Premio del Sud Africa 1979 con Emerson Fittipaldi chiudendo la gara al tredicesimo posto.

## Versione A
Corse 6 GP in Formula 1 durante la stagione con Emerson Fittipaldi, con miglior risultato il settimo posto a Watkins Glen. Una seconda vettura, affidata ad Alex Ribeiro, non superò mai le qualifiche.